# Бина (Ходжавендский район)
Бина (азерб. Binə), до 1992 года — Домы (азерб. Domı), — село в Ходжавендском районе Азербайджана, является центром Бининского сельского административно-территориального округа.

## Этимология
Название села могло произноситься и записываться в документах как Туми, Думи, Домы, Томы.
Слово бина (азерб. binə «кочевье») используется в топонимике как в отдельности, так и в виде топокомпонента в значении «временного населённого места образованного за пределами села для сезонного хозяйства», после же разрастания временного населённого места до размеров села используется в значениях «постоянного места жительства». Слово «доми» (азерб. domı) близко по значению к слову «бина», связано со смыслом означающим «сидеть, скрестив ноги и опускаясь». Старое название Домы село в своё время получило потому, что находится на излучине реки Домы (в настояший момент река называется Биначай), протекающей по его территории.
Решением Милли Меджлиса Азербайджанской Республики от 29 декабря 1992 года село Домы Ходжавендского района было названо Бина.

## География
Село Бина входит в состав Бининского сельского административно-территориального округа Ходжавендского района, при этом село Бина является центром этого сельского административно-территориального округа. Село расположено на склонах Карабахского хребта, на левом берегу реки Биначай (правый приток реки Гуручай), в 50 км к северо-западу от посёлка Гадрут, в 45 км к югу-западу от районного центра — города Ходжавенд и примерно в 53,33 км от города Ханкенди. Имеет площадь 5673,14 га, из них 1930,56 га сельскохозяйственные угодья, 3550,05 га лесные угодья, также имеются запасы минеральной воды.

## История
Одно из старинных сёл на территории Карабахского экономического района Азербайджана, что подтверждается обилием исторических памятников на территории села и его окрестностей.
На территории села в IX веке находилось владение князя южных областей Карабаха — Есаи абу Мусэ. Его потомки продолжали жить возле неприступного замка Ктиш (Гтич), руины которого лежат между сёл Бина и Туг. Его внучкой (дочерью его сына Мусы) была построена церковь в этом селе. Упоминания историков и сохранившиеся памятники свидетельствуют о том, что центром власти Дизака было село Домы (ныне Бина).
До вхождения в состав Российской империи село было в составе Дизакского магала Карабахского ханства.
Епископ Армянской Апостольской церкви Макар Бархударянц подробно пишет об этом селе:
```
— «Жители коренные, дымов — 120, жителей — 1033. Церковь Св. Иоанна сводчатая, каменная. К югу от села находятся развалины Кармир ехци — Красной церкви. Над западным окном надпись: — «В году (1000), в правление царя 
Гагика
, я, Сопи, дочь Мусэ, построила этот Божий дом во спасение своей души и души своих родителей». Церковь окружена старым кладбищем. Недалеко от кладбища, на небольшом открытом плато сохранились развалины каменных строений. Следы развалин указывают, что они были окружены крепостной стеной. Также сохранились керамические трубы. Народ называет эти развалины царским дворцом. Чуть южнее «царского дворца», на небольшой конусообразной возвышенности есть отдельная могильная плита длиной 2 м. 3 см. и 73 см. шириной и часовня рядом. Это место называют могилой царя. В северном, от развалин дворца, овраге, есть родник, который называется Царским, с развалинами сооружения. К сожалению, крестьяне растаскивали камни как церкви, так и дворца и родника».
```

В Советское время село называлось Домы и входило в Гадрутский район Нагорно-Карабахской автономной области (НКАО) Азербайджанской ССР.
2 сентября 1991 года на совместной сессии Нагорно-Карабахского областного и Шаумяновского районного Советов народных депутатов была принята Декларация о провозглашении Нагорно-Карабахской Республики в границах Нагорно-Карабахской автономной области (НКАО) и сопредельного Шаумяновского района Азербайджанской ССР.
26 ноября 1991 года Верховный Совет Азербайджанский Республики принял Закон "Об упразднении Нагорно-Карабахской автономной области Азербайджанской Республики". В этом Законе было постановлено помимо упразднения Нагорно-Карабахской Автономной Области (НКАО), в том числе также и переименование Мартунинского района в Ходжаведский, упразднение Гадрутского района и присоединение территории Гадрутского района в состав Ходжавендского района. Решением Милли Меджлиса Азербайджанской Республики от 29 декабря 1992 года село Домы Ходжавендского района было названо Бина. В настоящее время это село Бина и является центром Бининского сельского административно-территориального округа Ходжавендского района Азербайджана.
В начале 1990-х годов после Первой Карабахской войны село попало под контроль непризнанной Нагорно-Карабахской Республики (НКР). Согласно административно-территориальному делению непризнанной республики село входило в состав Гадрутского района НКР и называлось Туми (арм. Տումի).
9 ноября 2020 года во время Второй Карабахской войны Президент Азербайджана Ильхам Алиев объявил о возвращении села под контроль Вооружённых Сил Азербайджана. 16 ноября Министерство обороны Азербайджана опубликовало кадры, на которых, как утверждает, было запечатлено это село под контролем Азербайджана.

## Памятники истории и культуры
Всего в селе насчитывается 19 памятников, имеются следы поселений.

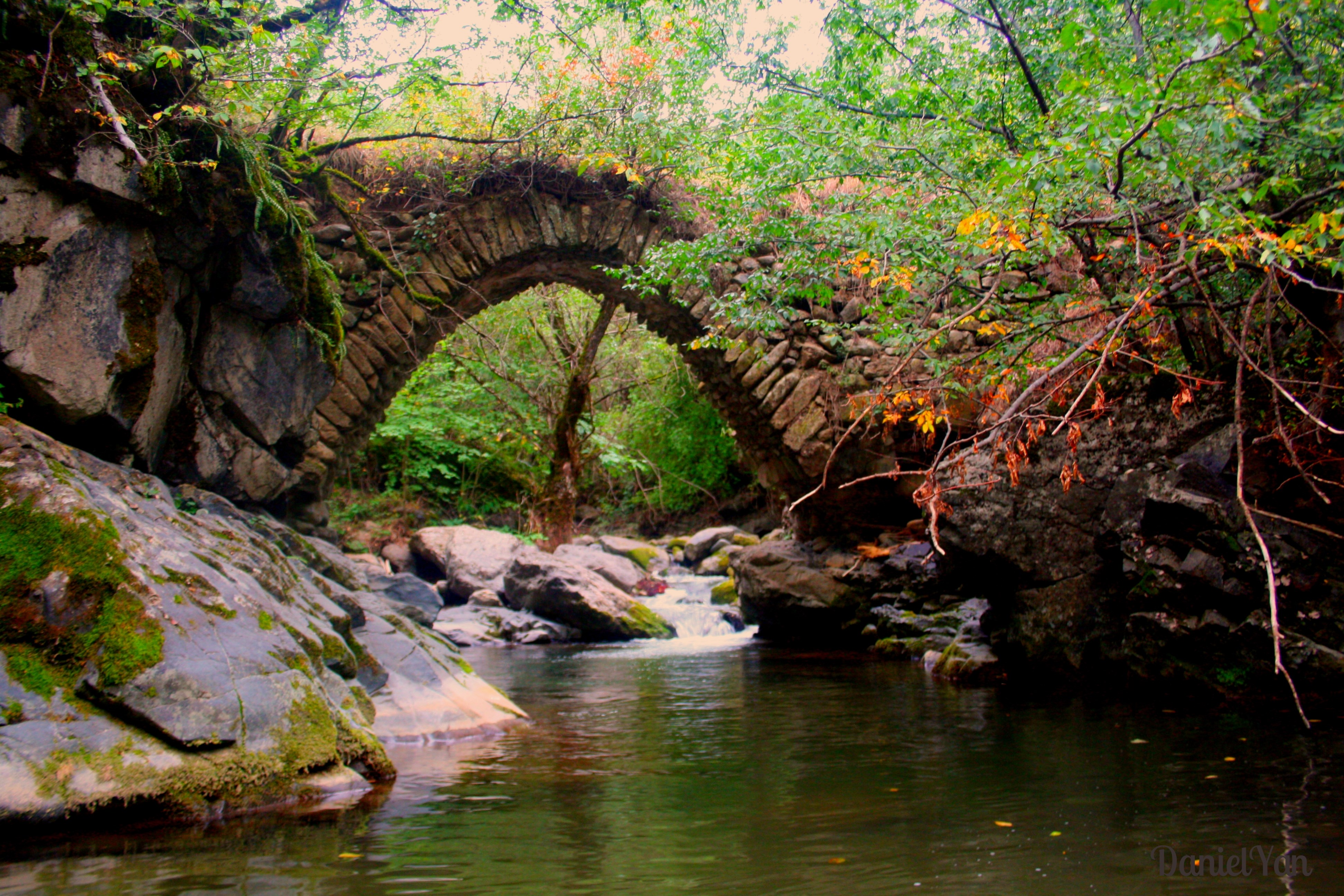
Мост Игакоц XII—XIII вв.

Объекты исторического наследия в селе и его окрестностях включают кладбище IX—XIX вв., церковь Красного Креста XI века (арм. Եկեղեցի Կարմիր Խաչ, romanized: Yekeghetsi Karmir Khach), хачкары XII—XIII вв., мост XII—XIII вв., мост «Джрванес» XII—XIII вв., крепость Глен Кар (арм. Ղլեն Քար, также известная как крепость Дизапайт и Горозаберд, Գոռոզաբերդ) между XIII и XIX веками и родник XIX века.

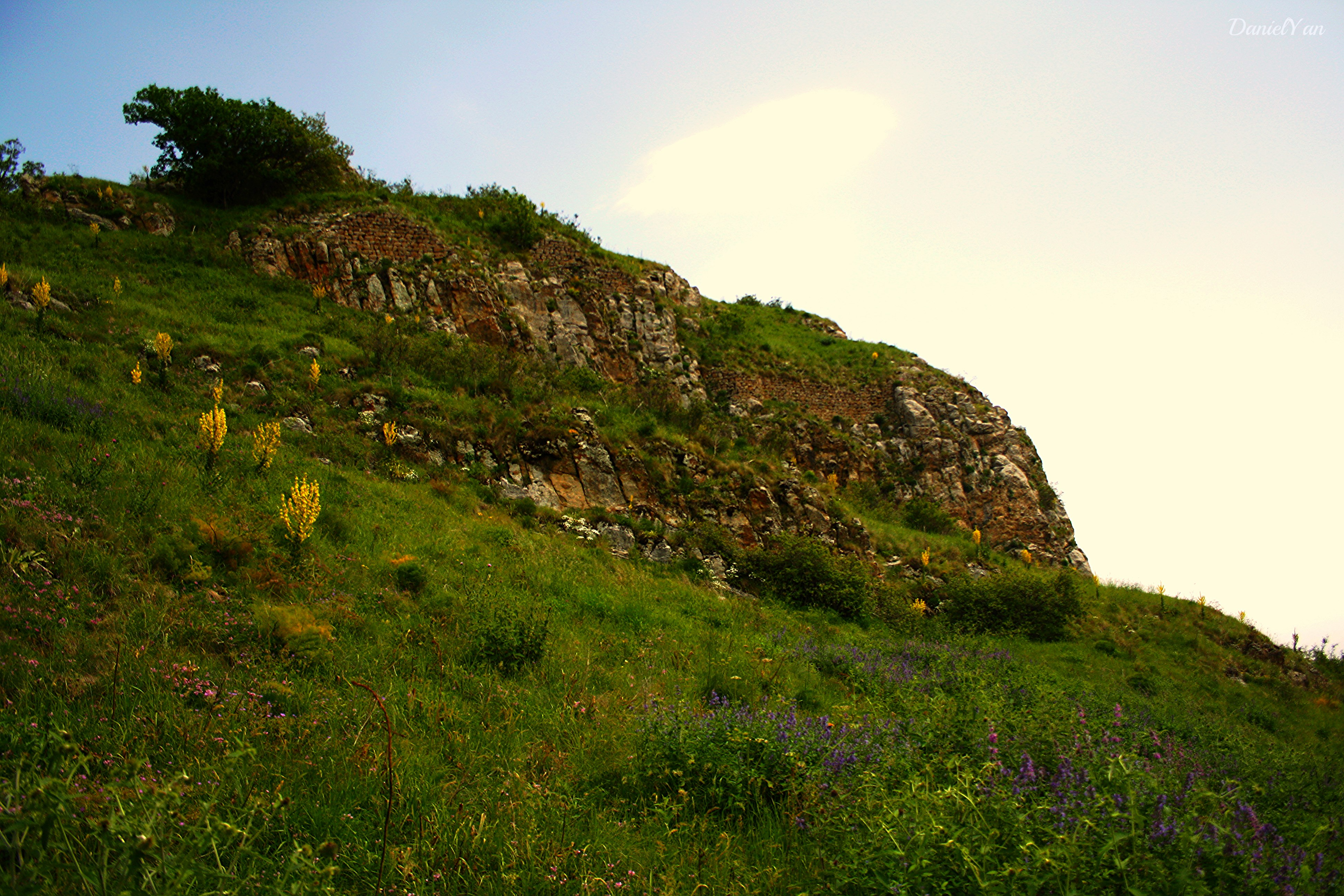
Замок «Глен Кар» (Бердакар) VII—XIII вв.

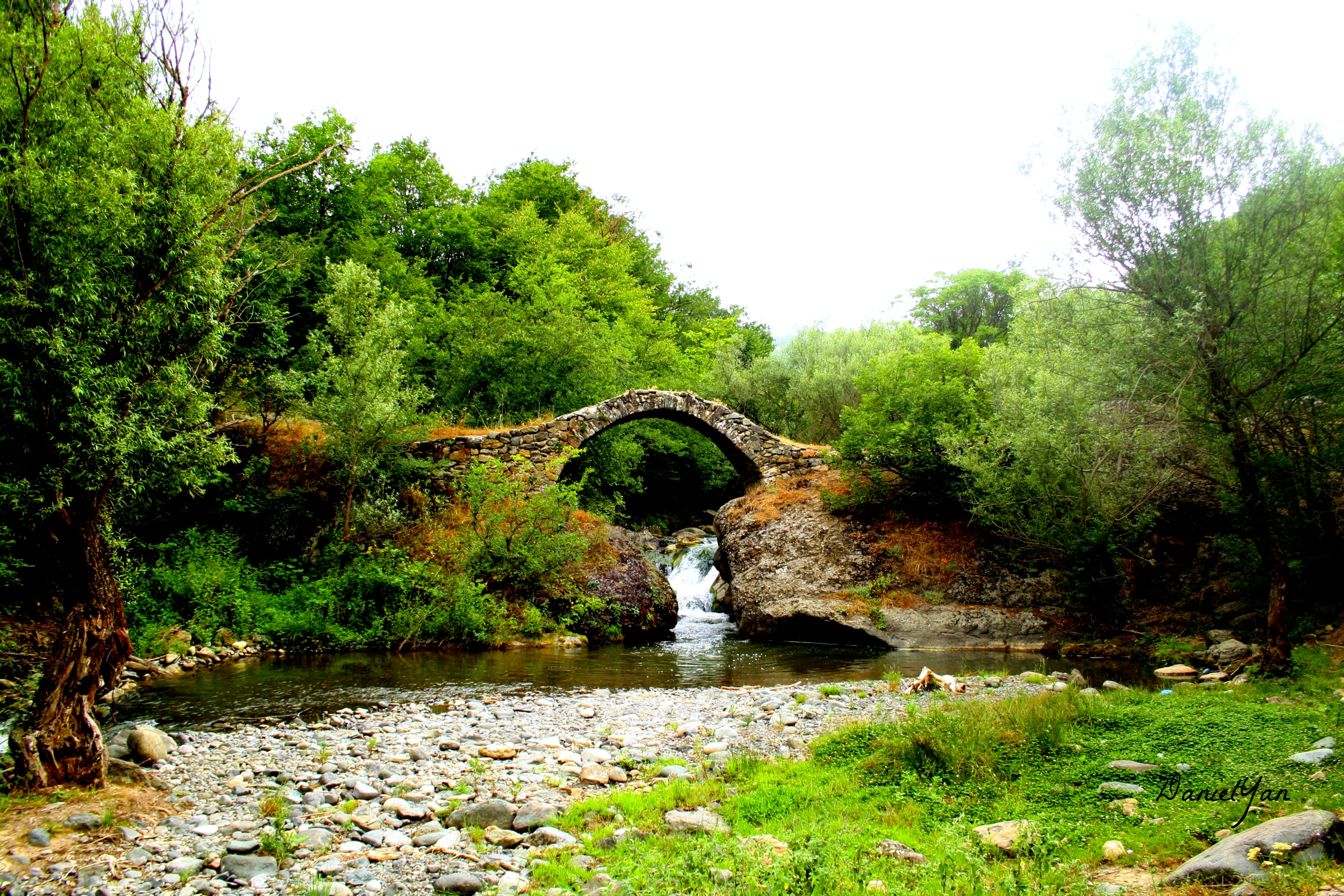
Мост «Джрванес» XII—XIII вв.

В старой части села находится церковь Сурб Ованнес построенная в XVII веке, а в XIX была отремонтирована. На вставленной в стену южного фасада каменной плите, украшенной крестами имеется дата — 1868 год. В конце XIX века церковь была действующей и имела двух священников. В советский период церковь использовалась как амбар для хранения зерна и подверглась преобразованиям. Во время вооруженных действий церковь не пострадала.
В селе была сельская администрация, дом культуры, медпункт, общеобразовательная школа, в которой обучалось 111 учащихся. С 2001 года сельская средняя школа носила имя Сергея Абраамяна.
В советский период в селе был поставлен памятник в честь погибших соотечествинников погибших в Великой Отечественной войне. 4 октября 2010 года президент непризнанной НКР Бако Саакян посетил село и принял участие в открытии отремонтированного мемориального комплекса погибших в Великой Отечественной и Карабахской войнах.
Властями непризнанной НКР в 2011 году был установлен бюст Тевана Степаняна, считавшийся властями непризнанной НКР героем «Арцахской освободительной борьбы» начала XX века, помогавшим Гарегину Нжде. В селе также находился дом его деда, который был отремонтирован и функционировал как дом-музей. 14-го мая 2021 в Instagram была опубликована фотография, на которой виден молодой человек, сваливший на землю этот бюст.

## Население
По данным «Свода статистических данных о населении Закавказского края, извлеченных из посемейных списков 1886 года», в селе Доммы Тугского сельского округа Шушинского уезда Елизаветпольской губернии было 108 дымов и проживало 1000 армян. 13 человека принадлежали к духовенству, остальные являлись владельческими крестьянами.
В 1921 году в селе жили 1722 человек, все армяне. В 1977 года в селе проживало 1020 человек. На 2005 год население села составляло 760, а в 2015 году — 746 жителей.
| Год       | 2005 | 2008 | 2009 | 2010 | 2015 |
| --------- | ---- | ---- | ---- | ---- | ---- |
| Население | 760  | 808  | 803  | 797  | 746  |

## Экономика
В советский период население занималось животноводством, садоводством и хлебопашеством. В селе имелись средняя школа, клуб, библиотека, киноустановка, детский сад, медпункт, отделение связи, поблизости села есть родник минеральной воды.